# Beatrice Hill-Lowe
Beatrice Geraldine Hill-Lowe (Condado de Louth, 26 de janeiro de 1869 – Tenby, 2 de julho de 1951) foi uma arqueira irlandesa que representou a Grã-Bretanha. Ela é reconhecida por ter sido a primeira mulher irlandesa a ganhar uma medalha olímpica. Ela ganhou uma medalha de bronze nos Jogos Olímpicos de Verão de 1908, em Londres.

## Carreira
Ela nasceu no Condado de Louth, Irlanda. Tendo crescido no Alojamento Arder, um lugar privilegiado na sua cidade natal, Beatrice teve o luxo de praticar esportes. Não se sabe como Beatrice começou a praticar esportes, no entanto, ela teve acesso aos fundos necessários para sustentar seu interesse. 
Em 1908, o único esporte que permitia a participação de mulheres era o tiro com arco, o motivo desta exceção era o fato de não envolver corrida, permitindo que as mulheres estivessem completamente vestidas durante sua participação. Era um esporte que necessitava de equipamentos caros e acesso a terra privada para poder praticar. Nas Olimpíadas de 1908, a Irlanda ainda estava sob o domínio britânico, o que significa que não havia equipe irlandesa, e quaisquer atletas que desejassem participar eram obrigados a competir sob a bandeira do Reino Unido. Nada disto impediu que Hill-Lowe participasse das Olimpíadas de 1908 aos quarenta anos de idade. 
Hill-Lowe foi a primeira mulher irlandesa a ganhar uma medalha olímpica. Ela competiu na categoria nacional duplo feminino, a qual teve 25 competidoras, todas de origem britânica ou irlandesa. Esta foi uma das três categorias de tiro com arco que ocorreram naquele ano. Nesta categoria, durante cada rodada eram atiradas 48 flechas a uma distância de 60 jardas e 24 flechas a uma distância de 50 jardas. As rodadas foram realizadas nos dias 17 e 18 de julho de 1908, durante as quais um total de 144 flechas foram disparadas. No primeiro dia, Lottie Dodd tomou a liderança com um total de 348 pontos e 66 acertos, enquanto Queenie Newall ficou em segundo, com 338 pontos. No dia seguinte, Queenie Newall marcou um total de 350 pontos e Lottie Dodd fez 294. Beatrice-Hill Lowe terminou em terceiro lugar, com um total de 618 pontos, ficando assim com 70 pontos a menos que a vencedora Queenie Newall, que tinha 54 anos na época. Após sua carreira olímpica, Hill-Lowe seguiu uma vida tranquila, se mudando para Shropshire, na Inglaterra. Três anos após sua participação nas Olimpíadas, seu marido morreu, e ela voltou para a Irlanda, onde se casou novamente.
Hill-Lowe competiu nos Jogos de 1908 na única categoria de tiro com arco disponível para mulheres, chamada nacional duplo feminino. Ela terminou em terceiro lugar no evento, com 618 pontos, 70 pontos a menos que a campeã daquele ano, Queenie Newall. 
Em 2012, o Museu de Dundalk realizou uma exposição onde homenagearam Hill-Lowe e outras esportistas do país.